# نهيل بشارة
نهيل بشارة (1919-1997) فنانة فلسطينية ولدت في مدينة القدس. درست الفنون في كلية بيتسلئيل للفنون ما بين عامي (1942-1944)، ثم انتقلت إلى شيكاغو لدراسة الديكور الداخلي، إضافة إلى النحت في إيطاليا.

## أسلوبها الفني
تعد بشارة من اوائل الفنانين الفلسطينيين الذين أظهروا ارتباطهم بالقدس، واهتموا بالتراث الشعبي والآثار الفلسطينية، فوثقت بعدستها قصر هشام بن عبد الملك في أريحا، والدبكة الشعبية الفلسطينية، وبيوت الشعر البدوية، وموسم الحصاد، ودور المرأة في العمل، والطبيعة الفلسطينية، مع تركيز خاص على تصوير شوارع القدس. مثل بقية الفنانين المعاصرين لها، كما ركزت في أعمالها على قضايا الحياة الفلسطينية التراثية والتاريحية والطبيعية. هذا التوجه كان يتماشى مع تلك الفترة التي أصبح الفن حرفة للفنان الفلسطيني مع ازدياد تدفق السياح والحجاج إلى مدينة القدس.

## المقتنيات
تقتني العديد من المؤسسات أعمالها مثل مؤسسة دار النمر في بيروت، مجموعة مازن قبطي في القدس، ومتحف بيرزيت.